# Werner K. Rey

Werner K. Rey (1984)

Werner Kurt Rey (* 6. Oktober 1943 in Zürich) ist ein Schweizer Finanzspekulant und Unternehmer, der wegen gewerbsmässigen Betrugs, Urkundenfälschung und betrügerischen Konkurses angeklagt und verurteilt wurde.

## Leben
Bekannt wurde Rey, als er 1976 mit Anfang 30 durch den Kauf und anschliessenden Verkauf der C.F. Bally AG an die Oerlikon Buehrle Holding einen Gewinn von rund 30 Millionen Schweizer Franken erzielte und sich ein Finanzimperium mit seinem Unternehmen Omni Holding AG aufbaute. Mit dem stillschweigenden Zusammenkauf der Aktienmehrheit an Bally überraschte Rey die Aktionäre an der Generalversammlung und erklärte den Verwaltungsrat für entmachtet.

«Es war die erste feindliche Übernahme in der Schweiz.»

Es folgte unter anderem 1986 das Zeitarbeitsunternehmen Adia interim, heute Teil von Adecco, er brachte Inspectorate an die Börse, erwarb die Jean-Frey-Gruppe, die Metallwerke Selve AG in Thun und erwarb 1987 Anteile in Höhe von 30 Prozent von Sulzer, dem Maschinenbauunternehmen in Winterthur. Rey galt in dieser Zeit als Schweizer Vorzeigefinancier und wurde als Finanzgenie gefeiert.
Doch 1990 gab es immer bedrohlichere Anzeichen für ernste wirtschaftliche Schwierigkeiten; 1991 kam das Aus. Nachdem ein Verfahren wegen Betrugs, Urkundenfälschung und betrügerischen Konkurses eröffnet worden war, flüchtete er auf die Bahamas, wo er 1996 verhaftet wurde. In der Folge erwirkten die Berner Untersuchungsrichter zusammen mit der zuständigen Bundesbehörde die Auslieferung Reys in die Schweiz.
1998 wurde ihm der Prozess gemacht wegen eines Betrugsversuchs zu Lasten der Kantonalbank von Bern beim Börsengang der Inspectorate und wegen betrügerischen Konkurses, weil er sein Privatvermögen zu Lasten der Gläubiger – ob zum Schein oder in guter Absicht, konnte nicht geklärt werden – vermindert hatte. Dementsprechend blieb die Strafe von vier Jahren Gefängnis deutlich unter den vom Staatsanwalt geforderten zehn Jahren. Weitere Verfahren wegen gewerbsmässigen Betrugs, Urkundenfälschung und betrügerischen Konkurses sind 2007 verjährt. Die anhängigen Verfahren wurden daher aufgehoben. Rey hielt die Justiz jahrelang in Atem und schuldet dem Kanton Bern allein an Gerichtskosten rund 4,3 Millionen Franken. 2013 wurde die Omni Holding 22 Jahre nach ihrem Konkurs 1991 nun gelöscht und den Gläubigern die letzten Zahlungen geleistet.
Seit dem Jahr 2000 lebt Werner K. Rey in London. Wie früher sei er laut Recherchen der Handelszeitung in allen möglichen Geschäftsfeldern aktiv, im Wesentlichen als Berater für die Armada Investment Group AG in Zürich, die der Schweizer Unternehmer Daniel Aegerter, langjähriger Geschäftspartner von Rey, führt.